# مصطفى سيريتش
مصطفى سيريتش (و. 1371 هـ / 1952 م) هو المفتي العام في جمهورية البوسنة والهرسك سابقاً. كان من بين الموقعين على مبادرة كلمة سواء. عضو المجلس الأعلى في رابطة العالم الإسلامي، وأحد كبار العلماء المصادقين على وثيقة مكة المكرمة، تولى منصب رئيس العلماء والمفتي العام في البوسنة والهرسك سابقاً.

## الحياة الشخصية
مُنح مصطفى سيريتش الجنسية السعودية بناءً على أمرٍ ملكيٍّ صدر في 15 نوفمبر 2021.